# となりの801ちゃん
『となりの801ちゃん』（となりのやおいちゃん）は、小島アジコによる日本の漫画。同人作家である小島が、2006年4月18日から自身のブログ上で発表を始めたウェブコミックである。
同年12月宙出版から書籍化、2007年時点では初版2万5000部、累計発行部数15万部。2010年12月時点で累計50万部、2012年11月時点ではシリーズ累計80万部を発行している。

## 誕生の経緯とその後
本来“801ちゃん”（やおいちゃん）は、その風貌とネーミングによって一時インターネット上で話題となった京都市北区御薗橋801商店街のマスコットキャラクターである。緑色の体と昆虫のように細いがに股の足、ギョロリとした目に牛のような角を持つ。一部でデスピサロの第2形態などとも揶揄された奇怪なデザインと“801”という単語がBLを指す隠語であることから、ネット上で話題になった。“801ちゃん”を見た作者が「うちの彼女の正体みたい」と、執筆を開始した。
本作の801ちゃんは角が耳に置き換わっていたり、目にまつ毛がついているなどオリジナルの801ちゃんよりも可愛らしいデザインになっている。元々は単なるパロディキャラだったはずが、801商店街の公認を得て、本家を凌ぐ知名度を得るに至っている。
第1巻を発行するにあたって大幅な描き下ろしが加えられているが、第2巻に至っては98%描き下ろしであり、「ブログ本」と一概に呼べなくなってきた。
少女漫画版として『別冊フレンド』（講談社）にて『となりの801ちゃん〜腐女子的♥高校生活〜』が連載された。少女漫画版の作画は仁。また、801ちゃんの妹のひなを主人公とするスピンオフ『801式☆中学生日記』がある。
また実写化、ドラマCD化もされた。
2008年8月16日、京都アニメーションによるアニメ制作が発表されたが、同月29日には、制作中止が発表された。2008年9月2日の4コマでは、この製作中止が夢オチネタとして扱われた。その後2009年6月19日にコミック付属のDVDに収録する形で「となりの801ちゃんR」という約90秒のオープニングアニメーションが作成されることが発表された（京アニのものとは完全に別企画）。山本寛が監督を、A-1 Picturesがアニメーション制作を担当する。
2016年12月に、同月発売される『となりの801ちゃん+5』をもって最終巻となることが発表された。

## 登場キャラクター
801ちゃん
会社勤めの可愛い女の子。腐女子。北大路茄子というペンネームを使用。背中にチャックが付いていて、萌え対象を見つけたとき中身が飛び出す。22歳。チベ君の彼女で、後に結婚。彼氏が自分の事について勝手に漫画を描いたことを知ったときは、「別れるか」と思うくらい激怒していたが、最近は半ば公認している。普段の更新はチベ君が描いているが、まれに彼女本人が描く場合もある。3巻にてチベ君と結婚。しかし未だ式は挙げていない。
「+1巻」にて妊娠・出産したことが描かれる。「+3巻」にて第2子を妊娠・出産した。
チベットさん（チベ君）
801ちゃんの彼氏。初登場時は28歳。会社員。作者の小島アジコ本人。801ちゃんとはインターネット上で知り合う。かなりのおたくだが、801ちゃんには翻弄され続ける。過去に何度か801ちゃんのものと似た中身が飛び出している。『ぼく、オタリーマン。』の作者（よしたに）の知り合いでもある。当初は801ちゃん本人には隠れて描いていたが、後にバレ、ボーナスが飛ぶほどの買い物に付き合わされ、自分自身の「総受け本」を作らされる事になった。実写版の1作目に出てくる表札には「千部」と書かれている。
坊（または「ぼん」）
801ちゃんとチベ君の第1子、男の子。金環日食があった2012年5月21日の翌日に生まれたことが書かれている。801ちゃんからは溺愛されている。両親の影響か、オタク的な言動が見られる。
こぼん
801ちゃんとチベ君の第2子、男の子。兄とはかなり性格が違うが、両親には溺愛されている。
貴腐人先輩（のちに猫先輩）
801ちゃんの上司。801ちゃん以上の腐女子で、801ちゃんを震え上がらせた。両親から結婚しろと言われているが、する気は無いらしい。「猫とホモさえあればいい」と言うのが彼女の持論。六神合体ゴッドマーズやスケバン刑事をリアルタイムで見たと証言しており、徹底的に年齢不詳な存在となっている。
Jちゃん、BLちゃん、ひーちゃん、レイちゃん
801ちゃんの友人たち。男性アイドルオタク、コスプレオタク、「好きになったものがたまたまそういうジャンルなだけでオタクではない」と主張する重度のオタク等、その範囲は極めて広い。
ひな
801ちゃんの妹。初登場時は中学生。姉の影響からか、自分も腐女子になってしまう。剣道部に入っているが、女子部員は腐女子である。声優志望を自称していたが、現状は不明。
チベ君の友人たち
名前が未出だが、頻繁に登場するチベ君の友人たち。特にコスロム（コスプレ画像の入ったDVD）に執着する友人はキャラも濃く、登場回数も多い。
マメ、オシオ、イリ、ゴマ
それぞれ、チベ家で飼われている猫。オシオのみメス。マメは大柄。チベ君をなめており、仕事を始める（机に向かう）とそろって机に乗って仕事の邪魔をする。

## 単行本一覧
- となりの801ちゃん：2006年12月14日発売 ISBN 9784776793021
- となりの801ちゃん2：2007年8月1日発売 ISBN 9784776793748
- となりの801ちゃん3：2008年7月18日発売 ISBN 9784776794936（通常版）ISBN 9784776794851（限定版）
  - 限定版は小島本人による新作BL漫画や人気BL作家のショート漫画、ゲスト作家のイラストとコメントが載っている小冊子がついてくる。なおこの小冊子は元々第2巻の帯で告知していた応募者全員に送られる「となりの801ちゃん特別小冊子」であった。しかし、少しでも良いものを届けたいと企画を練るうちに人気作家が集まりすぎてしまったので、第3巻の限定版につく小冊子として出すこととなった。
- となりの801ちゃん4：2009年9月10日発売 ISBN 9784776795506（限定版）
- よりぬき となりの801ちゃん：2010年11月10日発売 ISBN 9784776795735
- となりの801ちゃん5：2010年12月8日発売 ISBN 9784776795766
- となりの801ちゃん6：2011年12月10日発売 ISBN 9784776795940（通常版） ISBN 9784776795919（限定版）
  - 6巻限定版にはハローキティ×となりの801ちゃん特製コラボクリアファイルが付いた。「キティ先輩に何が・・・！」と一部に衝撃が走った。らしい。
- となりの801ちゃん+1 ：2012年11月29日発売 ISBN 9784776796121（通常版） ISBN 9784776796114（限定版）
  - 本巻から題名に「＋」が加わる。限定版には描き下ろし小冊子「ヤオハル〜BLはいつだって青春〜」が付属。小冊子参加者は・中村明日美子・木尾士目・門地かおり・南国ばなな・えすとえむ・上田宏・近江陽一郎（D2）・川崎三枝子・サメマチオ・須和雪里・ONE・SHOOWA・峰なゆか・紅玉いづき・久米田康治
- となりの801ちゃん+2 ：2013年11月30日発売 ISBN 978-4776796268
- となりの801ちゃん+3 ：2014年11月28日発売 ISBN 978-4776796480
- となりの801ちゃん+4 ：2015年12月11日発売 ISBN 978-4776796619
- となりの801ちゃん+5 ：2016年12月22日発売 ISBN 978-4776796763
  - 記念小冊子「寄せ書きBOOK〜ありがとうおめでとう〜」が付属。小冊子参加者はみふねたかし（いらすとや）・椎名高志・山田J太・中村明日美子・影山なおゆき・木尾士目・もこやま仁・松本ミーコハウス・パカチャン・広江礼威・紅玉いづき・植田佳奈・小野大輔・広澤草・綾奈ゆにこ・山本寛

## 実写版

### 「となりの801ちゃん」
寺内康太郎監督により、2007年9月5日にDVDでリリースされた。
　

#### キャスト
- 801ちゃん：広澤草
- チベ君：瀬戸康史

小島本人も端役で出演している。

### 「となりの801ちゃん Love&Peace」
実写化第二弾。監督は前作と同じく寺内康太郎。2011年10月5日発売。

#### キャスト
- 801ちゃん：広澤草
- チベ君：近江陽一郎

## ドラマCD
マリン・エンタテインメントから発売。
- ドラマCD となりの801ちゃん：2008年4月23日発売、MMCC-4141、CD-EXTRA仕様
  - 特典： 801ちゃんミニハンドタオル（初回封入）
  - キャスト
    - 801ちゃん：植田佳奈
    - チベ君：小野大輔
    - 他：笹沼晃、山本麻里安、代永翼、杉田智和、喜多村英梨、岡嶋妙、MAKKO
- ドラマCD となりの801ちゃん 2：2008年10月22日発売、MMCC-4172、CD-EXTRA仕様
  - 特典： 801ちゃんマウスパッドステッカー（初回封入）、キャスト座談会（mp3）
  - キャスト
    - 801ちゃん：植田佳奈
    - チベ君：小野大輔
    - 他：笹沼晃、子安武人、山本麻里安、谷山紀章、下野紘、一条和矢、喜多村英梨

## となりの801ちゃんR
2009年9月10日発売の4巻特別限定版同梱のDVDに収録されたオープニング風アニメ。監督は山本寛。主題歌はニコニコ動画で公開ボーカルオーディションが行われた。

### スタッフ
- 原作 - 小島アジコ（『となりの801ちゃん』宙出版刊）
- キャラクター原案 - 御薗橋801商店街振興組合
- キャラクター原案作成者 - はるな
- 監督 - 山本寛
- キャラクターデザイン - 門脇聡
- 美術監督 - 袈裟丸絵美
- 色彩設計 - 中島和子
- 撮影監督 - 廣岡岳
- 編集 - 坪根健太郎
- 音楽制作 - Slowcurve
- サウンドプロデューサー - 西村麻聡
- 撮影協力 - 御薗橋801商店街復興組合／上賀茂神社
- プロデューサー - 落越友則
- アニメーションプロデューサー - 清水暁
- 企画・プロデュース - 宙出版／Try-o
- プロダクション協力 - Ordet
- 制作 - A-1 Pictures
- (c)京都御薗橋アニメーション

### 主題歌
オープニングテーマ曲『BL-IN ブラック・イン』
作曲・編曲 - A-bee、作詞 - 辛矢凡、唄 - バ行の腐女子